# عظيم الدين الحنفي
منشي عظيم الدين بن برهان الله الحنفي (1253 - 1341 هـ / 1838 - 1922 م) كان عالمًا إسلاميًا بنغاليًا ومصلحًا اجتماعيًا وخطيبًا وشاعرًا ومؤلفًا.

## نشأته والأسرة
وُلِد منشي عظيم الدين في عام 1922م لعائلة منشيون في قرية غوزادية في ضلع مؤمنشاهي التابعة لرئاسة البنغال. كان والده منشي برهان الله من دودة الكتب. تنحدر العائلة من أحد وزراء السلطان أورنكزيب عالم كير الذين كان مقرهم في داكا، الذين استقروا لاحقًا في غوزادية، التي كانت خاضعة لسلطة الرؤساء جنغلباري.

## تعليم
درس منشي عظيم الدين في المكتب المحلي حتى سن أحد عشر عامًا. ثم تابع دراساته الإسلامية في كلكتا وبومباي . أصبح من تلاميذ كرامة علي الجونفوري، مؤسس تيار تأيني، وانضم إلى الفقه الحنفي.

## كتبه
برز منشي عظيم الدين الحنفي إلى الصدارة حيث انخرط في نقاشات أدبية وجسدية مع علماء الفرائضي، خاصة فيما يتعلق بصلاة الجمعة . أدى فريضة الحج مرتين ، وسافر إلى مكة على الأقدام في كلتا المناسبتين. أيد عظيم الدين أيضًا فكرة أن الهند البريطانية لم تكن دار الحرب.
كتب معظم كتبه باللغة البنغالية وغطت مجموعة متنوعة من الموضوعات مثل اللاهوت الإسلامي والتاريخ وحقوق المرأة.  كتب عدد قليل من أعماله باللغتين العربية والأردية ، كما كان بارعًا في اللغة الفارسية. لعظيم الدين مجموعة كبيرة من الأعمال بعنوان "أسرار الصلاة" . كان من أبرز أعماله باللغة الأردية "رسالة عظيم الدين الحنفي" (1895) الذي تحدى منتقدي المذهب الحنفي .  نُشر هذا العمل من مطبعة الأحمدي في كلكتا وبدأ بقصيدة مكتوبة باللغة الأردية.  قام عظيم الدين الحنفي بترجمة "فتح الشام" للواقدي إلى البنغالية لأول مرة. تشمل بعض أعماله البنغالية الأخرى:
- عشق نامه (1865)
- قاضي نامه (1865)
- نجاة الإسلام (1870)
- عقل نامه (1893)
- غضب نامه (1897) [7]
- بنغلا باره سَلار معنِي
- كَلِر دَرْم
- مولانا عبد الحي و عظيم الدينِر بحث
- رَسُولِر كرسي نامه
- دِيشِر شوبا (1881)
- دُكِّر ساغر (1913)

## الموت والإرث
توفي منشي عظيم الدين الحنفي في البنغال عام 1922م. يتم حفظ أعماله في مكتبة مكتب الهند في لندن. في عام 2005م، نشر محمد عبد الرشيد بوئيان ورقة بحثية عن حياة عظيم الدين بعنوان "منشي عظيم الدين نامه". 